# 유튜브 쇼츠
유튜브 쇼츠(숏츠)(영어: YouTube Shorts)는 비디오 공유 웹사이트 유튜브의 짧은 형태의 섹션이다. 유튜브의 주요 서비스와 비슷하지만 최대 길이는 180초로 제한된다. 2021년 7월 13일 시작되었다.

## 역사
2019년, 경쟁 플랫폼 틱톡에 대한 대응으로 유튜브는 홈페이지의 체 섹션에서 최대 30초 분량의 수직 형태의 동영상을 표시하는 실험을 시작했다. 이 초기 베타 서비스는 소수의 인원들에게만 공개되었다. 틱톡이 2020년 9월 인도에서 차단된 직후 유튜브 쇼츠(숏츠) 베타는 해당 국가에서 이용이 가능하게 되었다. 2021년 3월, 베타 서비스가 미국에서 출시되었다. 쇼츠(숏츠)는 2021년 7월 13일 전 세계적으로 출시되었다.
2022년 1월, 한 연구는 사기꾼들이 틱톡의 인기 동영상을 불법 복제하여 유튜브 쇼츠(숏츠)에 게시함으로써 수백만 뷰를 얻고 있다는 것을 보여주었다. 그들은 상업적 링크가 포함된 그들의 리포스팅된 비디오에 댓글을 달았고, 이는 그들에게 액션당 비용 또는 리드당 비용으로 수익을 창출했다.
2022년 8월, 유튜브는 쇼츠(숏츠) 기능을 자사의 스마트 TV 앱에서 사용할 수 있도록 할 계획을 발표했다.
2022년 12월, 유튜브는 올해의 최고의 비디오와 크리에이터를 기록한 연례 블로그 게시물을 게시했으며, 쇼츠(숏츠)는 처음으로 게시물의 자체 섹션을 받았다.